# Хайнрих Ернст фон Шьонбург-Роксбург
Хайнрих Ернст фон Шьонбург-Роксбург (на немски: Heinrich Ernst von Schönburg-Rochsburg; * 18 септември 1711; † 2 юни 1778) е граф и господар на Шьонбург-Роксбург в Курфюрство Саксония.

## Живот
Той е най-големият син на граф Ото Ернст фон Шьонбург (1681 – 1746) и графиня Вилхелмина Кристиана фон Золмс-Зоненвалде (1692 – 1772), дъщеря на граф Хайнрих Вилхелм II фон Золмс-Зоненвалде (1668 – 1718) и фрайин Йохана Маргарета от Фризия (1671 – 1694).
След смъртта на баща му братята Хайнрих Ернст, Албрехт Кристиан Ернст и Йохан Ернст поемат заедно господството Хинтерглаухау. Майка му Вилхелмина Кристиана се омъжва втори път за фон Лютитц. През 1751 г. брат му Албрехт фон Шьонбург поема сам господството Хинтерглаухау след заплащане на 40 000 талера на братята си.
Хайнрих Ернст получава дворец Роксбург, който се намира над селото Роксбург, част от Лунценау в Саксония. Роксбург остава до 1945 г. почти 400 години собственост на род фон Шьонбург.
След смъртта на сина му Хайнрих Ернст II († 19 април 1825) господството е наследено от Хайнрих фон Шьонбург-Глаухау.

## Фамилия
Хайнрих Ернст се жени на 10 май 1747 г. за фрайин Магдалена Луиза Елстерн фон Едерхаймб (* 17 март 1720; † 27 март 1798). Те имат осем деца:
- Фридрих Ернст (* 11 август 1748; † 4 септември 1770)
- Лудвиг Ернст (* 22 февруари 1750; † 19 април 1815), женен на 16 април 1785 г. за Каролина Леополдина фон Зайн-Витгенщайн-Хоенщайн (* 18 юли 1755; † 1809), дъщеря на граф Хайнрих Ернст Август фон Зайн-Витгенщайн-Хоенщайн (1715 – 1792) и графиня Фридерика Луиза Вилхелмина фон Зайн-Витгенщайн (* 30 март 1726; † 18 януари 1765)
- Хайнрих Вилхелм Ернст (* 16 септември 1751; † 17 януари 1816)
- Каролина Антония Луиза (* 8 декември 1752, Димантщайн; † 15 юни 1818, Фестенберг), омъжена на 28 май 1776 г. в Роксбург за граф Хайнрих Густаф Готлоб фон Райхенбах-Гошюц (* 6 ноември 1731, Гошюц; † 11 март 1790, Гошюц), син на граф Хайнрих Леополд фон Райхенбах-Гошюц (1705 – 1775) и Хелена Агнес фон Золмс-Вилденфелс (1707 – 1735)
- Вилхелмина Елеонора Сидония (* 22 октомври 1756; † 25 ноември 1822), омъжена за Карл Адолф фон дер Хайден
- Албрехт Готлоб Ернст (* 25 април 1758; † 29 юни 1758)
- Хайнрих Ернст II (* 29 април 1760; † 19 април 1825), земевладелец, отглежда овце, 1815 г. оглушава, женен I. за графиня София Вилхелмина фон Шьонайх-Каролат (* 14 януари 1764; † 4 юли 1795), дъщеря на княз Йохан Карл Фридрих фон Каролат-Бойтен (1716 – 1791) и принцеса Йохана Вилхелмина фон Анхалт-Кьотен (1728 – 1786), II. за Вилхелмина Ернестина Кьолер (* 15 април 1768; † 8 януари 1838)